# فرنچ کانکشن (کوکتل)
فرنچ کانکشن کوکتلی است که از قسمت های مساوی کنیاک و لیکور امارتو درست می شود.  این کوکتل برای فیلم جین هاوکمن به همین نام نامگذاری شده است.